# 王林添汝
王林添汝（1914年5月6日—2005年9月6日），臺灣助產師，在南投縣魚池鄉服務一甲子，被稱為「魚池之母」，第十二屆醫療奉獻獎得主。

## 生平
林添汝是1914年5月6日生，兄弟姊妹都受過大學教育，1934年畢業於彰化女子高等普通學校，後就讀臺灣總督府醫學校助產科，赴日進修護理一年。1933年，在兄長好友、當時魚池庄長遊說下，遠赴偏遠的魚池庄衛生所擔任公共衛生助產士。
相較於彰化的繁華，當時地處山窩邊的魚池鄉，路全是石子路，接生一趟，林添汝得來回走上好幾個小時。而產後三、六、九天，要來到產婦家裡幫小孩洗澡、護理臍帶，直到孩子落臍為止。她自己坦承到了魚池鄉才知道苦，好幾次都想離開。後來，她嫁給在地人、同事王福明。長子王輝生回憶，小時候和母親一起去接生，只要看見產婦家境貧困，母親不僅接生免費，有時甚至還自掏腰包，為她們買營養品、捐舊衣服讓她們做孩子的尿布。
在懷第二胎時，一次騎腳踏車外出接生，不慎滑倒流產，也加強她生一男一女後就結紮，專心替別人接生的信念。當時農業社生五個、八個孩子很平常，結紮在該時代是很前衛的思想。1974年時，她從衛生所退休，鑑於魚池缺少有牌助產士，繼續在當地執業。
1977年7月31日，鄉民詹彩玉正要生么女邱士芳，碰上薇拉颱風，無車可前往埔里基督教醫院，夫妻臨時衝入路旁的工寮。這時王林添汝趕到工寮，趕緊處理好胎盤，因為工寮缺水，又無盛水工具，王林添汝用自己的雨鞋接雨水，為詹彩玉及孩子清洗乾淨，並請鄰人燒熱水煮中將湯讓她喝。後來詹彩玉說事後曾數度到衛生所要致謝，卻一直未碰上面。
1993年，王林添汝才停止接生工作。在一甲子助產士生涯中，她平均每月接生二、三十名嬰兒，總計超過兩萬名嬰兒經由她的手出世。像是鄉長廖學輝、司法院長林洋港妻子、縣議員陳錦倫、議員楊明山、議員謝明謀都是她所接生。像是鄉民吳阿夏一家三代都是王林添汝所接生，吳阿夏的孫女廖怡潔更是王林添汝接生的最後一名嬰兒。
兒子王輝生是在日本開婦產科，娶華裔日籍女子為妻。退休的王林添汝便遠赴日本，每逢中秋、端午、年節與大選，必定會回到台灣。她對1977年間在颱風天為一名半途就生產的婦人接生之事掛記在心，她常對丈夫及獨子提及很想知道這對母女現況。丈夫在日本擔任謝長廷京都地區後援會會長，協助政府與日本的外交關係。
王林添汝自己個性十分低調，不願出鋒頭，後來愚人之友基金會在整理魚池鄉衛生所資料時，意外發現在魚池默默奉獻大半世紀的她，才主動替其報名2002年第十二屆醫療奉獻獎。該年5月11日，母親節前夕，鄉長廖學輝頒發「魚池之母」金匾給王林添汝。
228百萬人手牽手護台灣時，王林添汝與丈夫共襄盛舉。
2005年9月6日王林添汝因癌症在日本去世後，此家屬決定遵照她意願安葬在魚池公墓。次月16日，搬到草屯鎮的詹彩玉帶邱士芳前來上香時，對王福明流淚說，最近接到在鄉公所當秘書的親戚黃有來通知，才知當年恩人已往生，遺憾未能在生前向她謝謝。
2009年1月4日，王福明在日本滋賀縣大津市辭世，享壽九十六歲，與林添汝被各界尊稱為「魚池鄉之父與母」。鄉長廖學輝等人協助將夫婦倆生平事蹟集結成冊出版《我永遠的故鄉魚池鄉》一書，由黃崑虎等人為其寫序。廖學輝回憶公所一度發不出薪水，王福明以「不能讓員工辛苦工作卻領不到薪水」而提供家產協助，雖遭他婉拒，但其善言深烙他心中。